# Valérie Grenier
Valérie Grenier (ur. 30 października 1996 w Ottawie) – kanadyjska narciarka alpejska, brązowa medalistka mistrzostw świata i trzykrotna medalistka mistrzostw świata juniorów.

## Kariera
Po raz pierwszy na arenie międzynarodowej Valérie Grenier pojawiła się 10 grudnia 2011 roku w Val St-Côme, gdzie w zawodach FIS Race zajęła piętnaste miejsce w slalomie. W 2013 roku wystartowała na mistrzostwach świata juniorów w Quebecu, gdzie jej najlepszym wynikiem było 25. miejsce w supergigancie. Podczas rozgrywanych dwa lata później mistrzostw świata juniorów w Hafjell zdobyła brązowy medal w gigancie, za dwiema Austriaczkami: Niną Ortlieb i Stephanie Brunner. Największe sukcesy osiągnęła jednak na mistrzostwach świata juniorów w Soczi w 2016 roku, gdzie zwyciężyła w zjeździe, a w supergigancie była druga za Ortlieb.
W zawodach Pucharu Świata zadebiutowała 7 grudnia 2014 roku w Lake Louise, zajmując 32. miejsce w supergigancie. Pierwsze pucharowe punkty wywalczyła 25 stycznia 2015 roku w Sankt Moritz, kończąc supergiganta na trzynastej pozycji. W klasyfikacji generalnej sezonu 2014/2015 zajęła ostatecznie 91. miejsce. Pierwszy raz na podium zawodów tego cyklu stanęła 7 stycznia 2023 roku w Kranjskiej Gorze, wygrywając rywalizację w gigancie. W zawodach tych wyprzedziła Włoszkę Martę Bassino i Petrę Vlhovą ze Słowacji.
W 2015 roku wystąpiła na mistrzostwach świata w Vail/Beaver Creek, zajmując między innymi dziewiętnaste miejsce w supergigancie. Na rozgrywanych dwa lata później mistrzostwach świata w Sankt Moritz jej najlepszym wynikiem było jedenaste miejsce w superkombinacji. W 2018 roku wystartowała na igrzyskach olimpijskich w Pjongczangu, gdzie była między innymi szósta w superkombinacji. Na rozgrywanych cztery lata później igrzyskach w Pekinie wystartowała tylko w gigancie, jednak nie ukończyła rywalizacji. Podczas mistrzostw świata w Courchevel/Méribel w 2023 roku wywalczyła brązowy medal w zawodach drużynowych. Zajęła tam również czternaste w kombinacji i dwudzieste w gigancie.

## Osiągnięcia

### Igrzyska olimpijskie
| Miejsce | Dzień     | Rok  | Miejscowość | Konkurencja     | Czas biegu | Strata | Zwyciężczyni     |
| ------- | --------- | ---- | ----------- | --------------- | ---------- | ------ | ---------------- |
| DNF2    | 15 lutego | 2018 | Pjongczang  | Gigant          | 2:20,02    | -      | Mikaela Shiffrin |
| 23.     | 17 lutego | 2018 | Pjongczang  | Supergigant     | 1:21,11    | +1,66  | Ester Ledecká    |
| 21.     | 21 lutego | 2018 | Pjongczang  | Zjazd           | 1:39,22    | +2,91  | Sofia Goggia     |
| 6.      | 22 lutego | 2018 | Pjongczang  | Superkombinacja | 2:20,90    | +2,54  | Michelle Gisin   |
| DNF     | 7 lutego  | 2022 | Pekin       | Gigant          | 1:55,69    | -      | Sara Hector      |

### Mistrzostwa świata
| Miejsce | Dzień     | Rok  | Miejscowość        | Konkurencja     | Czas biegu | Strata | Zwyciężczyni       |
| ------- | --------- | ---- | ------------------ | --------------- | ---------- | ------ | ------------------ |
| 19.     | 3 lutego  | 2015 | Vail/Beaver Creek  | Supergigant     | 1:10,29    | +2,37  | Anna Fenninger     |
| DNF     | 6 lutego  | 2015 | Vail/Beaver Creek  | Zjazd           | 1:45,89    | -      | Tina Maze          |
| DNF1    | 9 lutego  | 2015 | Vail/Beaver Creek  | Superkombinacja | 2:33,37    | -      | Tina Maze          |
| 33.     | 7 lutego  | 2017 | Sankt Moritz       | Supergigant     | 1:32,34    | +4,64  | Nicole Schmidhofer |
| 11.     | 10 lutego | 2017 | Sankt Moritz       | Superkombinacja | 1:58,88    | +2,06  | Wendy Holdener     |
| 32.     | 12 lutego | 2017 | Sankt Moritz       | Zjazd           | 1:32,85    | +3,01  | Ilka Štuhec        |
| DNS2    | 16 lutego | 2017 | Sankt Moritz       | Gigant          | 2:05,55    | -      | Tessa Worley       |
| 19.     | 5 lutego  | 2019 | Åre                | Supergigant     | 1:04,89    | +1,78  | Mikaela Shiffrin   |
| DNF     | 11 lutego | 2021 | Cortina d’Ampezzo  | Supergigant     | 1:25,51    | -      | Lara Gut-Behrami   |
| DNF2    | 15 lutego | 2021 | Cortina d’Ampezzo  | Superkombinacja | 2:07,22    | -      | Mikaela Shiffrin   |
| DNF1    | 18 lutego | 2021 | Cortina d’Ampezzo  | Gigant          | 2:30,66    | -      | Lara Gut-Behrami   |
| 14.     | 6 lutego  | 2023 | Courchevel/Méribel | Kombinacja      | 1:57,47    | +6,63  | Federica Brignone  |
| DNF     | 8 lutego  | 2023 | Courchevel/Méribel | Supergigant     | 1:28,06    | -      | Marta Bassino      |
| 3.      | 14 lutego | 2023 | Courchevel/Méribel | Drużynowo       | -          | -      | Stany Zjednoczone  |
| DNF     | 6 lutego  | 2025 | Saalbach           | Supergigant     | 1:20,47    | -      | Stephanie Venier   |
| 14.     | 13 lutego | 2025 | Saalbach           | Gigant          | 2:22,71    | +4,66  | Federica Brignone  |

### Mistrzostwa świata juniorów
| Miejsce | Dzień     | Rok  | Miejscowość | Konkurencja     | Czas biegu | Strata | Zwyciężczyni         |
| ------- | --------- | ---- | ----------- | --------------- | ---------- | ------ | -------------------- |
| DNF1    | 21 lutego | 2013 | Québec      | Slalom          | 1:52,10    | -      | Magdalena Fjällström |
| 34      | 22 lutego | 2013 | Québec      | Gigant          | 2:22,23    | +5,05  | Lisa-Maria Zeller    |
| 25.     | 24 lutego | 2013 | Québec      | Supergigant     | 1:00,89    | +2,15  | Stephanie Venier     |
| DNF     | 26 lutego | 2013 | Québec      | Zjazd           | 1:11,18    | -      | Jennifer Piot        |
| DNF1    | 27 lutego | 2014 | Jasná       | Gigant          | 1:52,86    | -      | Marta Bassino        |
| 23.     | 28 lutego | 2014 | Jasná       | Slalom          | 1:36,09    | +5,70  | Petra Vlhová         |
| 40.     | 3 marca   | 2014 | Jasná       | Supergigant     | 1:14,71    | +2,61  | Corinne Suter        |
| 19.     | 3 marca   | 2014 | Jasná       | Superkombinacja | 2:11,34    | +2,92  | Elisabeth Kappauer   |
| 34.     | 5 marca   | 2014 | Jasná       | Zjazd           | 1:24,19    | +3,68  | Corinne Suter        |
| 3.      | 7 marca   | 2015 | Hafjell     | Gigant          | 2:25,14    | +0,20  | Nina Ortlieb         |
| DNF1    | 9 marca   | 2015 | Hafjell     | Slalom          | 1:43,54    | -      | Paula Moltzan        |
| DNF     | 10 marca  | 2015 | Hafjell     | Supergigant     | 1:23,81    | -      | Federica Sosio       |
| DNF1    | 10 marca  | 2015 | Hafjell     | Superkombinacja | 2:08,54    | -      | Rahel Kopp           |
| 5.      | 13 marca  | 2015 | Hafjell     | Zjazd           | 2:25,14    | +2,98  | Mina Fürst Holtmann  |
| 1.      | 27 lutego | 2016 | Soczi       | Zjazd           | 1:13,95    | -      | -                    |
| 2.      | 29 lutego | 2016 | Soczi       | Supergigant     | 1:10,48    | +0,07  | Nina Ortlieb         |
| DNF1    | 1 marca   | 2016 | Soczi       | Superkombinacja | 1:59,32    | -      | Aline Danioth        |
| 7.      | 2 marca   | 2016 | Soczi       | Gigant          | 2:12,39    | +1,33  | Jasmina Suter        |
| DSQ1    | 5 marca   | 2016 | Soczi       | Slalom          | 1:37,41    | -      | Elisabeth Willibald  |

### Puchar Świata

#### Miejsca w klasyfikacji generalnej
- sezon 2014/2015: 91.
- sezon 2015/2016: 98.
- sezon 2016/2017: 76.
- sezon 2017/2018: 100.
- sezon 2018/2019: 51.
- sezon 2020/2021: 66.
- sezon 2021/2022: 49.
- sezon 2022/2023: 25.
- sezon 2023/2024: 19.

#### Miejsca na podium w zawodach
1. Kranjska Gora – 7 stycznia 2021 (gigant) – 1. miejsce
2. Soldeu – 19 marca 2023 (gigant) – 3. miejsce
3. Kranjska Gora – 6 stycznia 2024 (gigant) – 1. miejsce
4. Cortina d’Ampezzo – 26 stycznia 2024 (zjazd) – 3. miejsce